# Santa Maria dei Miracoli (Venedig)

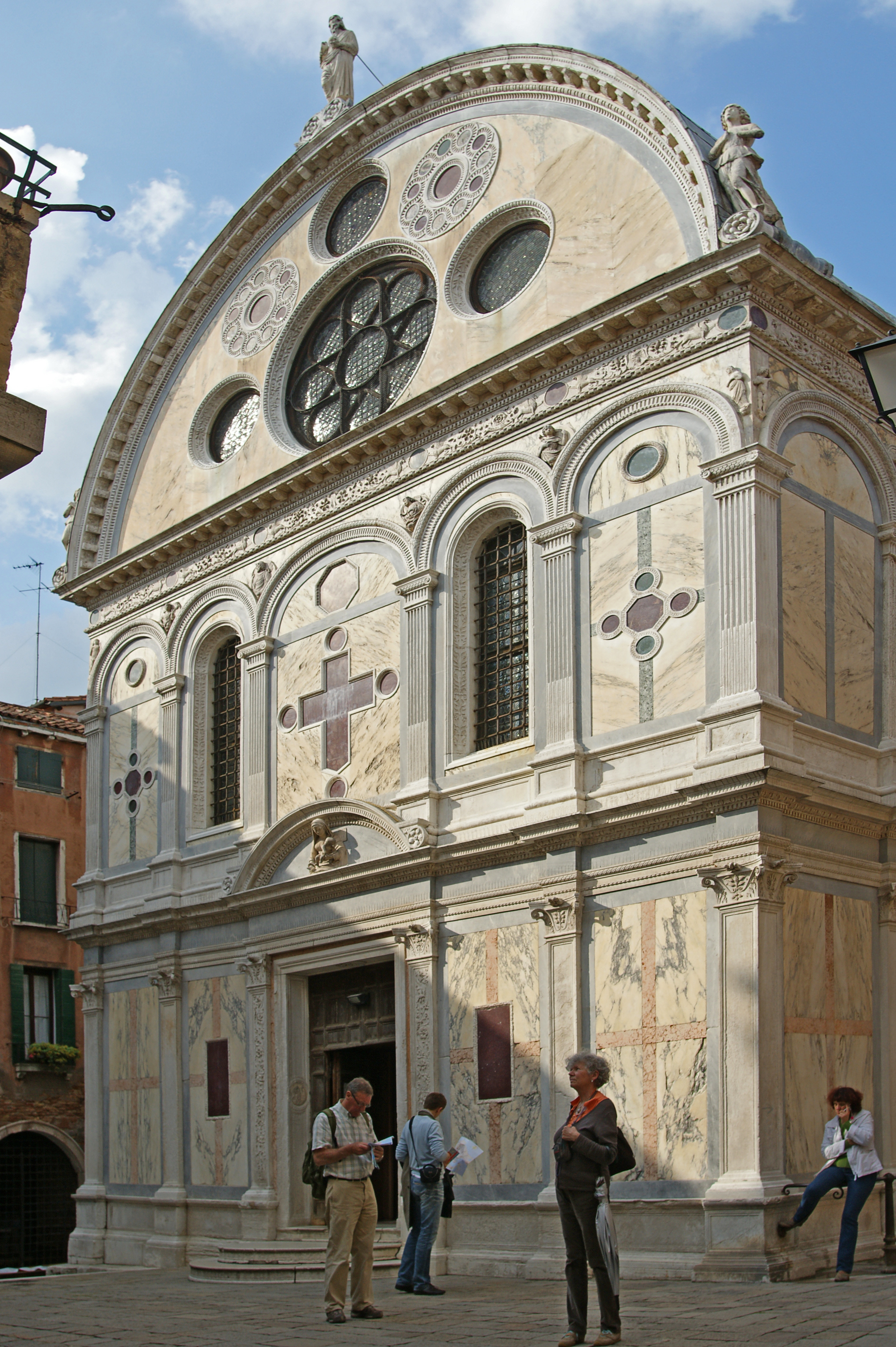
Santa Maria dei Miracoli

Santa Maria dei Miracoli ist eine Kirche im Stadtviertel Cannaregio, Campo Santa Maria Nova, in Venedig und ist wegen ihrer charakteristischen Marmorverkleidung  bekannt. 

## Geschichte
Im Jahre 1408 gab Francesco Amadi ein Bild der Madonna mit dem Kind bei Nicolo di Pietro in Auftrag. Im Lauf der Zeit entwickelte sich ein tiefer Glauben an dieses Bild, von dem man dachte, es sei wundertätig. Bald wurde ein Häuserkomplex abgerissen und zwischen 1481 und 1489 von Pietro Lombardo und seinen Söhnen die Kirche Santa Maria dei Miracoli erbaut.

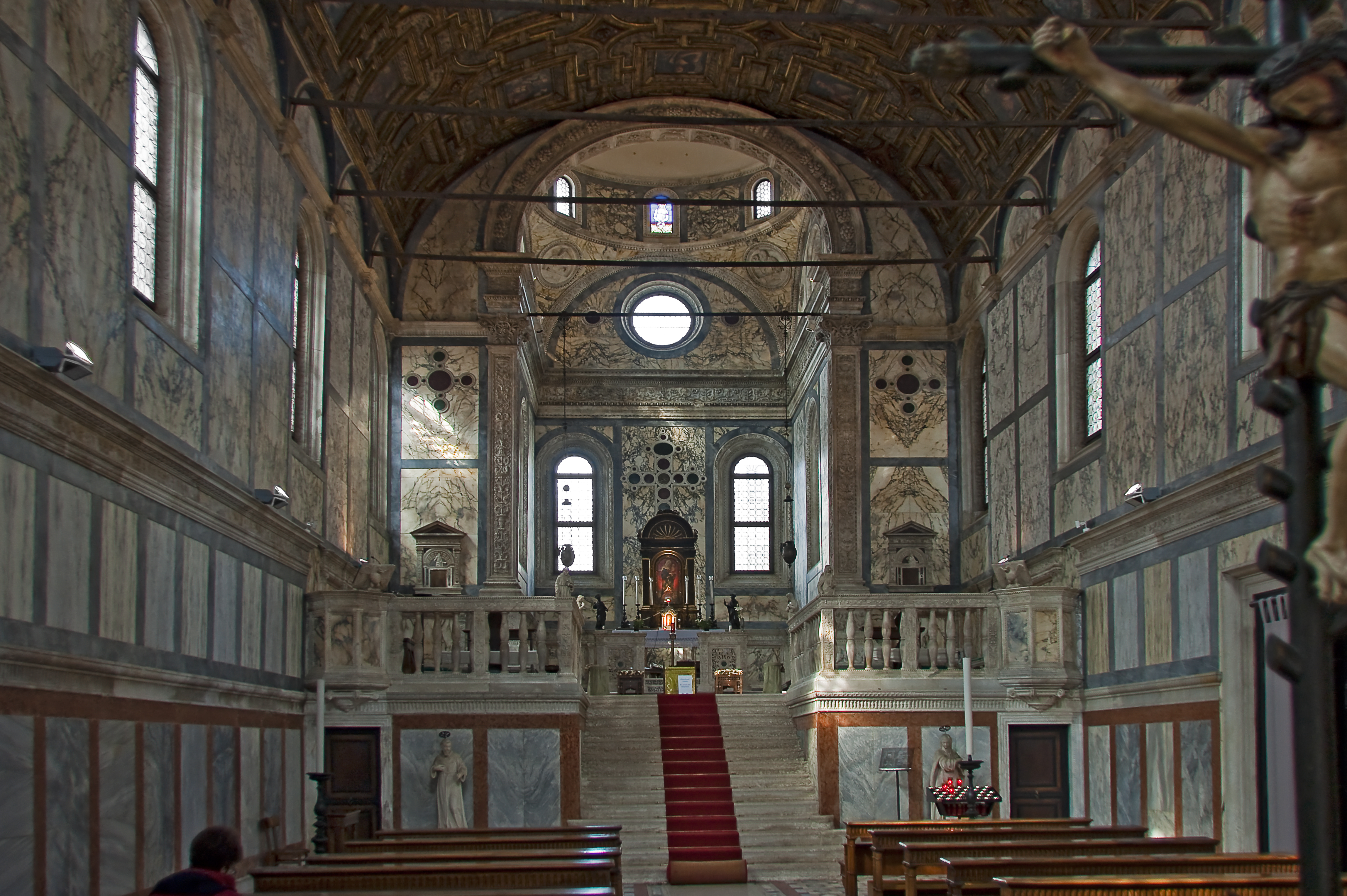
Kirchenschiff und Chor

## Kirchenbau
Pietro Lombardo und seine Söhne hatten nur ein sehr kleines und fast rechteckiges Gelände zum Bau der Kirche zur Verfügung. Die Kirche besteht daher nur aus einem Schiff mit Tonnengewölbe. Daran schließt sich eine fast quadratische Apsis mit einer Kuppel an. Außen und innen wurde die Kirche mit Marmor in vielen verschiedenen Farben ausgeschmückt, was die Kirche zu einer Perle des Cannaregio macht. Zum Schutz vor Feuchtigkeit waren die Wände hohl. Bei einer Renovierung im 19. Jahrhundert wurden die Hohlräume jedoch verfüllt und die Kirche nahm dadurch durch eindringende Feuchtigkeit Schaden. Sie wurde deshalb Ende der 1990er Jahre aufwändig saniert.
Die Kirche gehört zum Chorus, einem Zusammenschluss von über 15 Kirchen Venedigs.